# Nobilissimus
Nobilissimus (lateinisch für „Alleredelster“, mittelgriechisch νωβελίσσιμος nōbelíssimos oder ἐπιφανέστατος epiphanéstatos) war eine der höchsten kaiserlichen Titulaturen im spätantiken Römischen und Byzantinischen Reich. 
Nobilissimus war ursprünglich ein Epithet des Titels Caesar, dessen Träger als Thronfolger des Kaisers designiert war und als solcher, seit Geta (198), als nobilissimus Caesar bezeichnet wurde. Dem Historiker Zosimos zufolge war es Konstantin I., der nobilissimus (vir) erstmals als separate Würde schuf, um so einige seiner Verwandten zu ehren, ohne daraus für sie einen direkten Anspruch auf die Thronfolge abzuleiten. Der Titel war somit Angehörigen der kaiserlichen Familie vorbehalten, wobei Kinder als nobilissimus puer bzw. nobilissima puella bezeichnet wurden.
Nobilissimus war in der Rangstufe unmittelbar dem Caesar nachgeordnet (bzw. dessen direkte Vorstufe) und blieb dies in der früh- und mittelbyzantinischen Zeit bis zur Mitte des 11. Jahrhunderts. Im Kletorologion von 899 gibt Philotheos die  purpurne Tunika, Mantel und Gürtel als Ranginsignien des nobilissimus an, was die herausgehobene Position des Würdenträgers verdeutlicht. Die Erhebung war an die zeremonielle Verleihung der Insignien durch den Kaiser geknüpft.
Seit dem 11. Jahrhundert wurde der Titel an verdiente Truppenkommandeure verliehen, zuerst an den künftigen Kaiser  Alexios Komnenos. Die Inflation der Würdenträger unter den Komnenen führte zur Abwertung des nobilissimus, so dass im 12. Jahrhundert neue Titel wie prōtonōbelissimos und prōtonōbelissimohypertatos geschaffen wurden.

## Nobilissimi
- Valerius Romulus
- Julius Constantius
- Hannibalianus
- Varronian
- Gratian
- Valentinianus Galates
- Honorius
- Theodosius II.
- Julian
- Aelia Pulcheria
- Galla Placidia
- Valentinian III.
- Justinian I.
- Martinos
- Bagrat IV. von Georgien
- Giorgi II. von Georgien
- Johannes Komnenos
- Alexios I. Komnenos
- Robert Guiscard